# Diezebrug

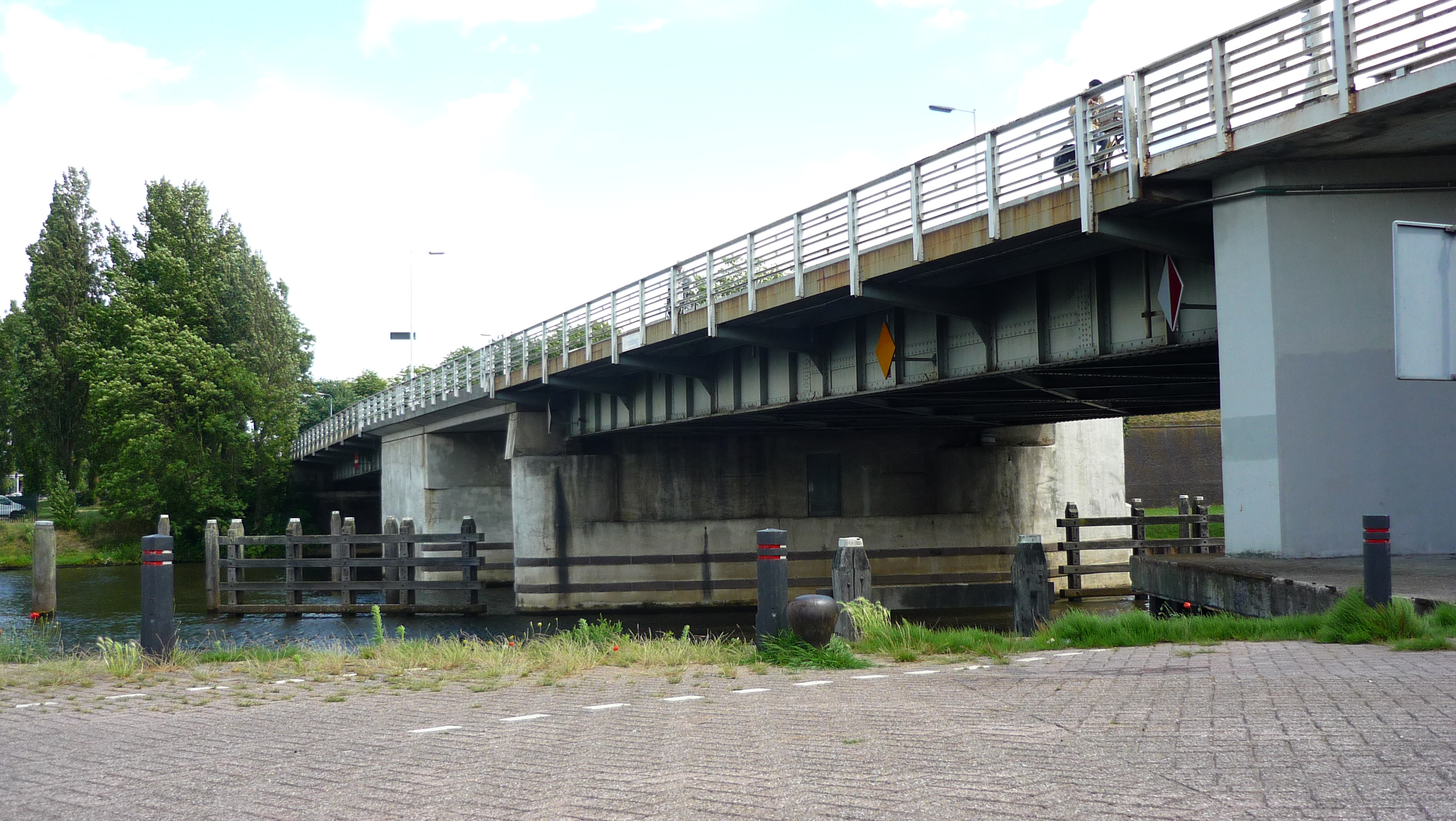
De Diezebrug te 's-Hertogenbosch

De Diezebrug is een ligger- en basculebrug over de Dieze in 's-Hertogenbosch. De brug is in 1939 gebouwd van ijzer en staal. De hoofdconstructie is van staal.
De breedte van de brug bedraagt 18,9 meter en de doorvaartdwijdte bedraagt 25 meter. De bascule is vastgezet, zodat de brug niet meer open kan.